# Taz (typsnitt)
Taz är ett typsnitt speciellt framtaget för rubriker av den tysk-nederländske typsnittsdesignern Lucas de Groot. Det används idag av många tidningar, men var från början framtaget för den tyska tidningen Die Tageszeitung, ofta kallad TAZ, därav namnet.